# 四日市大学短期大学部
四日市大学短期大学部（日语：／ Yokkaichi Daigaku Tanki Daigakubu *）是过去一所位于日本三重县四日市市的私立短期大学。前晓学园短期大学（日语：／ Akatsuki Gakuen Tanki Daigaku *）。

## 概要

### 简介
- 学校最早可以追溯到1946年[1][2]。短期大学为于1950年开办[2]、由学校法人晓学园 (三重县)经营、招生到2000年[3]、停办于2002年。招収只女学生从开办。

### 历史
- 1950年 晓学园短期大学成立并同时设置一个学科即家政科。
- 1965年 校园迁址至四日市市萱生町[2]。
- 1966年 保育科成立、家政科分离为两个专攻、以下列举[3]。
  - 服装专攻[注 6]
  - 食物专攻
- 1974年 两个学科成立、以下列举。
  - 幼儿教育科第二部（但招生到于1990年、正式停办于1994年）
  - 初等教育科
- 1976年 三个学科改名为、以下列举[3]
  - 家政科→家政学科
  - 幼儿教育科→幼儿教育学科
  - 初等教育科→初等教育学科（但招生到于1996年、正式停办于1999年）[3]
- 1992年 家政学科改编为生活学科、各自专攻改编为、以下列举（各自专攻招生到于1994年。生活学科招生到于1996年、正式停办于1999年[3]）。
  - 服装专攻[注 6]→生活学专攻
  - 食物专攻→食物学专攻
- 1994年 改校名为四日市大学短期大学部[3]。
- 2000年 招生最后、次年停止招生（正式停办于2002年7月30日[3]）。

### 宪章
- 请参看四日市大学短期大学部的标志（页面存档备份，存于） （日語） 2014年3月14日阅览。

## 学校环境
- 萱生町校区：在了三重县四日市市萱生町[注 1]
- 天须贺校园：在了三重县四日市市天须贺

## 组织

### 学科
- 幼儿教育学科

### 前学科
| - 生活学科 - 生活学专攻 - 食物学专攻 - 幼儿教育学科 - 第一部 - 第二部 - 初等教育学科 |

### 专科
| - 没有 |

### 业余课程
| - 没有 |

### 附属学校
- 幼儿园：前四日市大学短期大学部附属幼儿园

## 相关链接
- 日本短期大学列表